# Кушнерова Маріанна Олексіївна
Маріанна Олексіївна Кушнерова (рос. Марианна Алексеевна Кушнерова; нар. 24 жовтня 1954, СРСР) — радянська актриса, кінознавець і музейний працівник.
Відома головною роллю у фільмі 1972 року «Станційний доглядач», який завоював Гран-прі Венеціанського фестивалю.

## Біографія
Народилася 24 жовтня 1954 року. Батько — Олексій Дмитрович Кушнеров (1929—1997). Мати — Ганна Олександрівна Кушнерова (1930—2010).
Закінчила кінознавчий факультет ВДІКу, Вищі курси сценаристів та режисерів.
З 1968 року почала зніматися в кіно, зігравши у фільмі «Лицар мрії».
З 1987 року працює у Музеї кіно — старший науковий співробітник, зберігач фототеки музею.
Член Спілки кінематографістів Росії із 1999 року.

## Фільмографія
| Рік  |   | Назва               | Роль   |    |
| ---- | - | ------------------- | ------ | -- |
| 1968 | ф | Лицар мрії          | Діана  | ру |
| 1971 | ф | Перша дорога        | Наташа | ру |
| 1972 | ф | Станційний доглядач | Дуня   | ру |

## Критика
Відома роллю Дуні у фільмі «Станційний доглядач» — одному з перших фільмів режисера Сергія Соловйова — на той момент її чоловіка. Вона не була професійною актрисою, закінчила кінознавчий факультет ВДІКу, але до цього вже знялася у двох фільмах — у фільмі Вадима Дербенєва та у короткометражці Гурама Габескірія.
Партнер по ролі відомий актор Микита Михалков так згадував про роботу актриси в цьому фільмі:

Маріанна Кушнерова, яка зіграла доньку Вирина — Дуню, була дуже мила, добре складена дівчина, яка дивно виглядала в костюмах того часу, хоча надзвичайно мало розуміла, що вона робила. Але була тиха, скромна і виконувала все, що вимагав від неї режисер — настільки, наскільки могла.

Критикою помічено вдалість актриси у цій ролі:

Надзвичайно портретно гарна Дуня — М. Кушнерова (ніби прямо з полотен художників пушкінської епохи: Брюллова, Кіпренського або Венеціанова).
— Пушкиниана в искусстве XX века

І Дуня (Маріанна Кушнерова) у фільмі Соловйова не писана ясноока красуня, а сором'язлива, мила дівчина, яка підкорює ніби зсередини світлом, душевною грацією, жіночністю.
— Советский экран, 1973

## Родина
- Колишній чоловік — кінорежисер Сергій Олександрович Соловйов (1944—2021). Не з'явилася на похорони чоловіка 16 грудня 2021 року[3].
  - Син — Дмитро Сергійович Соловйов (1974—2018)[4][5]. Причиною смерті став панкреатит — можливе ускладнення після грипу, перенесеного Дмитром. Прощання з ним пройшло 14 лютого 2018 року у храмі Іоанна Богослова на Бронній, поховали Дмитра Соловйова на Троєкурівському цвинтарі.